# Ward Kimball
Ward Kimball (ur. 4 marca 1914 w Minneapolis, zm. 8 lipca 2002 w Arcadii) – amerykański animator Walt Disney Studios, jeden z dziewięciu staruszków Disneya.

## Życiorys
W 1934 dołączył do studia Disneya jako animator, ostatecznie był zaangażowany we wszystkie aspekty produkcji animacji. Pracował jako animator przy produkcji Królewny Śnieżki i siedmiu krasnoludków (1937), później Pinokia, do którego zaprojektował postać Hipolita Świerszcza; pełnił funkcję kierownika animacji tego filmu. Odpowiadał również za animację w filmach: Fantazja (1940), Dumbo (1941), Trzej Caballeros (1944), Kopciuszek (1950), Alicja w Krainie Czarów (1951) i Piotruś Pan (1953). W 1953 wraz z Charlesem Nicholsem wyreżyserował krótkometrażową animację Toot, Whistle, Plunk and Boom (Przygody z muzyką), za który otrzymał Oscara.
Był uzdolnionym puzonistą, w 1948 utworzył Firehouse Five Plus Two – dixielandowy zespół jazzowy, złożony z pracowników studia Disneya.